# 후루카와 마사아키
후루카와 마사아키(일본어: 古川 昌明, 1968년 8월 28일 ~ )는 일본의 전 축구 선수이다.

## 구단 경력
1989년 일본 사커 리그의 혼다 기연에 입단했다. 1992년 J1리그의 가시마 앤틀러스로 이적했다. 1996년에 J1리그 우승을 차지했다. 1998년까지 125경기에 출전. 1998년 9월 아비스파 후쿠오카로 임대 이적했다. 1999년 가시마 앤틀러스로 복귀했다. 2000년후 현역 은퇴.